# ФК Амкар (Перм)
ФК Амкар Перм (на руски: Футбольный клуб „Амкар“ Пермь) е руски футболен клуб от Перм. Основан е през 1994.

## История
Отборът е основан през 1994 като отбор на завода за минерални торове в града. Първоначално в отбора играят работници от предприятието и аматьори. Амкар успява да спечели градския шампионат и купата на областта. На 6 декември 1994 Амкар е регистриран в КФК и започва да играе в Руска трета лига. През сезон 1995 отборът е подсилен с водещите футболисти на разпадналия се „Звезда“ Перм, сред които личат имената на Константин Зирянов и Константин Парамонов. Отборът става втори в зоната си и се класира за Втора дивизия. През 1998 пермци печелят Втора дивизия – зона запад и се класират в Първа. През 1999 Константин Парамонов става голмайстор на лигата. През сезон 2001/02 отборът достига полуфинал в купата на Русия. Амкар успява да се класира в Премиер лигата през 2003 година. Отборът крета във втората половина на таблицата, като през 2007 успява да вземе 8-о място. През 2008 пермци правят фурор, достигайки финал на купата на Русия и четвъртото място в шампионата. През 2009 участва в евротурнирите, но отпада от Фулъм. В началото на 2009 отборът е поет от Димитър Димитров – Херо, но той остава начело на отбора до 20. кръг. През 2010 Амкар едва не изпада, след като заема 14-о място и не записва нито една победа като гост. В края на 2010 отборът обмисля да прекрати участието си в Премиер лигата поради финансови затруднения, но все пак Амкар остава и за сезон 2011/12. През следващия сезон те завършват на 10-а позиция.

## Известни играчи
- Константин Зирянов
- Константин Парамонов
- Алексей Степанов

## Български футболисти
- Мартин Кушев: 2005/10 (134 мача - 35 гола)
- Захари Сираков: 2004/15 (276 мача - 7 гола)
- Евгени Йорданов: 2005/06 (9 мача - 0 гола)
- Георги Пеев: 2007/16 (234 мача - 41 гола)
- Димитър Телкийски: 2009 (18 мача - 0 гола)
- Благой Георгиев: 2013/14 (36 мача - 3 гола)
- Петър Занев: 2013/18 (112 мача - 5 гола)

## Известни треньори
- Сергей Оборин
- Димитър Димитров